# Кунянська сільська рада
| Кунянська сільська рада — колишній орган місцевого самоврядування у Гайсинському районі Вінницької області з адміністративним центром у с. Куна. Сільській раді підпорядковані населені пункти: - с. Куна - с. Кочурів - с. Крутогорб - с. Мар'янівка |

## Склад ради
Рада складалася з 20 депутатів та голови.

## Керівний склад сільської ради
| ПІБ                         | Основні відомості                                                               | Дата обрання | Дата звільнення |
| --------------------------- | ------------------------------------------------------------------------------- | ------------ | --------------- |
| Кондратюк Світлана Іванівна | Сільський голова, 1957 року народження, освіта, член Партії «Реформи і порядок» | 26.03.2006   | 31.10.2010      |
| Кондратюк Світлана Іванівна | Сільський голова, 1957 року народження, освіта вища, позапартійна               | 31.10.2010   |                 |

Примітка: таблиця складена за даними джерела

## Історія
На 1 жовтня 1959 площа 5131 га, населення 4179 чоловік, 4 сільських населених пункта.